# Oleacinoidei
Oleacinoidei è un infraordine di molluschi gasteropodi dell'ordine Stylommatophora.

## Tassonomia
L'infraordine Oleacinoidei comprende due superfamiglie:
- Superfamiglia Haplotrematoidea H.B. Baker, 1925
  - Haplotrematidae H. B. Baker, 1925
- Superfamiglia Oleacinoidea H. Adams & A. Adams, 1855
  - Oleacinidae H. Adams & A. Adams, 1855
  - Spiraxidae H. B. Baker, 1939